# Robbie Jarvis
Pour les articles homonymes, voir Jarvis.
Robbie Jarvis, né le 7 mai 1986 à Yeovil, est un acteur britannique.
Il est notamment connu pour avoir joué le rôle du jeune James Potter, dans un flashback lors de sa 5e année, dans Harry Potter et l'Ordre du phénix. Ce flashback fait partie du pire souvenir de Severus Rogue.

## Biographie
Il naît dans le comté du Somerset en Angleterre. À l'âge de seize ans, il prend des cours de théâtre à la National Youth Theatre dans laquelle il jouera dans de nombreuses productions proposées par celle-ci.

## Vie privée
De 2013 à novembre 2016, il a fréquenté l'actrice irlandaise Evanna Lynch, qu'il a rencontrée sur le tournage d'Harry Potter et l'Ordre du phénix.
En novembre 2017, il crée un site de podcast sur le véganisme avec son ex-partenaire Evanna Lynch, intitulé The Chickpeeps.

## Filmographie

### Cinéma

#### Longs métrages
- 2007 : Harry Potter et l'Ordre du phénix de David Yates : James Potter jeune
- 2012 : Full Firearms de Emily Wardill : un garçon à la plage
- 2013 : All Is by My Side de John Ridley : Andrew Loog Oldham

#### Courts métrages
- 2008 : The Space You Leave aka Sea Change de Theresa van Eltz : Rupert
- 2009 : Coming Back de Fyzal Boulifa : Steve

### Télévision

#### Séries télévisées
- 2006 : Génial Génie : Billy (1 épisode)
- 2007 : Meurtres en sommeil : Chris Lennon jeune (2 épisodes)
- 2008 : Trial & Retribution XVI : Conviction - Mark (2 épisodes)
- 2010 : Voyage au bout de l'enfer : Billy Hayes (1 épisode)
- 2012 : Maîtres et Valets : Jack Kennedy (1 épisode)
- 2015 : EastEnders : Lieutenant Harry Fielding (1 épisode)
- 2015 : Casualty : Nathan Flynn (1 épisode)
- 2016 : Harley and the Davidsons (mini série) : Ira Manson (1 épisode)